# Primeiro Comando do Maranhão
Primeiro Comando do Maranhão (PCM) foi uma organização criminosa do Maranhão que atuou no Maranhão entre 2006 a 2017, principalmente nos bairros centrais de São Luís, e sempre esteve em guerra contra o Bonde dos 40 pelo controle dos pontos de tráfico das áreas mais periféricas da cidade.
Até 2017, o grupo era aliado à facção paulista Primeiro Comando da Capital (PCC) contra o Bonde dos 40 (B40) que tinha como aliada a facção carioca Comando Vermelho (CV). No entanto, a facção paulista (PCC) e carioca (CV) romperam com seus antigos aliados no Maranhão, obrigando estas fazerem alianças: o PCM se aliou ao CV e mudou nome para ser a filial Comando Vermelho maranhense, enquanto o B40 se aliou com a facção paulista PCC e com a carioca ADA.
Sua atividade principal era o narcotráfico, mas o grupo tem praticado também assaltos pesados. Em 2013, o grupo chamou atenção devido a rebeliões realizadas em presídios maranhenses contra B40 e mais tarde contra o Comando Organizado do Maranhão (COM).

## História
O PCM surgiu nos presídios maranhenses após contato com membros do PCC paulista em diversos presídios federais, além de São Luis em 2006.
Entre 2010 a 2014, o grupo ficou conhecido por promover rebeliões nas cadeias e no Pedrinhas contra B40 e ataques nas ruas, provocando a morte de mais 100 presos. Desde então, o PCM e B40 passaram a lutar violentamente pelos domínios nos bairros de parafitas (nome local para "favelas nos mangues") e comunidades (nome local para "periferia" ou "bairro pobre", sem nenhuma relação ao significado favela), causando dezenas de mortes e feridos.
Com o tempo, entre 2013 a 2017, o B40 passou a vencer o rival PCM e dominando quase todos os bairros, chegando a 90% dos pontos de venda de drogas e bairros, além de atuar no interior do Maranhão. Porém, quando já estava a ganhar 95% dos domínios, as facções carioca (CV) e paulista (PCC) romperam com seus antigos aliados no Maranhão, obrigando estas fazerem alianças: o B40 se aliou com a facção carioca ADA, enquanto o PCM se aliou ao CV e mudou nome para a filial Comando Vermelho maranhense. Isto fez surgir outra facção Comando Organizado do Maranhão (COM), uma dissidência das duas facções maranhenses, que passou atacar na comunidade (bairro pobre) Cidade Olímpica e ganhou o domínio do bairro desde então.
Enquanto isso, o PCM (que perdeu seu antigo aliado PCC) decidiu mudar de tática ao atacar B40 e conseguir dominar partes dos bairros Cidade Operária e São Cristóvão, além de atuar em bairros nos municípios do Paço do Lumiar, São José de Ribamar e Raposa, expulsando B40 nestes locais. Com isso, entre final de 2016 a início de 2017, todos os integrantes passaram a ser Comando Vermelho e o PCM foi extinto, tornando-se a primeira filial do CV no Maranhão.
Em 2018, COM se aliou com o CV e todos o integrantes passaram a fazer parte do CV e o COM foi extinto, sendo assim o CV ganhou o domínio do bairro Cidade Olímpica até então.